# شیری میمون
شیری مایمون (به عبری: שירי מימון) خواننده، بازیگر و مجری تلویزیونی اسرائیلی است.

## زندگی‌نامه
شیری مایمون در ۱۷ مه، ۱۹۸۱ میلادی، در شهر حیفا، متولد شد. مادر وی از مهاجران یهودی مراکشیتبار و پدر وی از یهودیان تونسیتبار بود. او پس از پایان تحصیلات متوسطه، به عنوان داوطلب خدمت وظیفه به نیروهای دفاعی اسرائیل پیوست.
وی به عنوان نماینده کشور اسرائیل در مسابقه آواز یوروویژن ۲۰۰۵ شرکت داشت و با تصنیف عبری-انگلیسی سکوتی که می‌ماند به مرحله نهایی ارتقا یافت و در مرحله نهایی، با کسب ۱۵۴ امتیاز، در رده چهارم جدول نهایی قرار گرفت.